# Thomas Sigmund
Thomas Sigmund (ur. 16 stycznia 1912, zm. 27 maja 1947 w Landsberg am Lech) – zbrodniarz hitlerowski, członek załogi obozu koncentracyjnego Mauthausen-Gusen i SS-Rottenführer.
Obywatel węgierski narodowości niemieckiej należał do Waffen-SS od 20 marca 1942. Pełnił służbę jako strażnik w obozie Gusen od 6 lipca 1942 do kwietnia 1945. W tym okresie zammordował przynajmniej trzech więźniów, w tym dwóch podczas próby ucieczki.
Thomas Sigmund został skazany w procesie załogi Mauthausen-Gusen (US vs. Johann Altfuldisch i inni) przez amerykański Trybunał Wojskowy w Dachau na karę śmierci. Wyrok wykonano przez powieszenie w więzieniu Landsberg 27 maja 1947.